# Sinokisne, Rozdolne
Sinokisne (în ucraineană Сінокісне) este un sat în comuna Kovîlne din raionul Rozdolne, Republica Autonomă Crimeea, Ucraina.

## Demografie
Componența lingvistică a localității Sinokisne
     Rusă (70,1%)
     Ucraineană (21,95%)
     Tătară crimeeană (4,98%)
     Alte limbi (0,08%)
Conform recensământului din 2001, majoritatea populației localității Sinokisne era vorbitoare de rusă (70,1%), existând în minoritate și vorbitori de ucraineană (21,95%) și tătară crimeeană (4,98%).